# Elementary OS
elementary OS es un sistema operativo de código abierto basado en Linux desarrollado y mantenido por Elementary, Inc. Se publicita como «un sustituto hecho a conciencia, potente y ético para Windows y macOS», y se distribuye mediante un modelo de paga cuanto puedas.
El sistema está desarrollado sobre Ubuntu, e incluye componentes propios como el entorno de escritorio Pantheon, el gestor de ventanas Gala, y aplicaciones básicas como un gestor de archivos, un cliente de correo, o una tienda de aplicaciones, entre otras. Todo el código fuente de estos componentes se aloja en la forja GitHub.

## Filosofía de diseño
El proyecto elementary OS tiene como objetivo proporcionar una experiencia de usuario cuidada a lo largo de todo el sistema, mediante el uso de componentes y aplicaciones diseñadas bajo unas mismas directrices. A diferencia de otras distribuciones, no se pone el énfasis en la personalización, sino en ofrecer una interfaz de usuario agradable para todos los usuarios.
Las pautas de desarrollo de elementary OS se centran en la facilidad de uso y en suavizar la curva de aprendizaje. Las tres reglas básicas que guían el diseño son la concisión (evitar las aplicaciones sobrecargadas), la configuración mínima (uso de valores por defecto sensatos) y la reducción de documentación (aplicaciones «autoexplicativas»).
En Pantheon el shell está profundamente integrado con otras aplicaciones elementales del sistema operativo, como Plank (un dock), Web (el navegador web predeterminado basado en GNOME Web) y Code (un editor de texto simple). Esta distribución utiliza a Gala como gestor de ventanas, que está basado en Mutter. 
Desde su creación ha recibido tanto elogios como críticas por su diseño. En especial se destaca su semejanza visual y funcional con macOS, algo que los desarrolladores afirman que es una casualidad fruto de su herencia de GNOME 2.

## Entorno de escritorioPantheon
Pantheon es el entorno de escritorio y está construido sobre GTK, la base de desarrollo de GNOME; pero en lugar de ser un entorno monolítico escrito en JavaScript —como lo es GNOME Shell—, es un sistema modular programado en Vala.
Cada módulo independiente tiene una función concreta en el sistema. Por ejemplo, Greeter es el gestor de sesiones (basado en LightDM), Gala es el gestor de ventanas (basado en Mutter), Wingpanel es el panel superior, Plank es una barra de aplicaciones tipo Dock, Switchboard el panel de control centralizado, etc.
El entorno permite el uso de múltiples escritorios virtuales (o áreas de trabajo) que se gestionan con una vista multitarea similar a la Vista de Tareas de Windows o a Mission Control de macOS.
Las aplicaciones de Pantheon son en su mayoría proyectos propios, aunque algunas eran en su inicio bifurcaciones de otras aplicaciones. También se incluyen algunas aplicaciones de GNOME con ligeras modificaciones como Web (Epiphany), Visor de Documentos (Evince), Gestor de Archivadores o Visor de Fuentes.
Las aplicaciones Pantheon diseñadas y desarrolladas por Elementary incluyen:
- Pantheon Greeter: administrador de sesiones basado en LightDM
- Gala: gestor de ventanas
- Wingpanel: panel superior, similar en función al GNOME Shell panel superior
- Slingshot: lanzador de aplicaciones ubicado en WingPanel
- Tablón: muelle (en el que se basa Docky )
- Centralita: aplicación de configuración (o panel de control )
- Pantheon Mail: cliente de correo electrónico escrito en Vala y basado en WebKitGTK
- Calendario: calendario de escritorio
- Música: reproductor de audio
- Código: editor de texto centrado en el código , comparable a gedit o leafpad
- Terminal: emulador de terminal
- Archivos (anteriormente llamado Marlin ): administrador de archivos
- Tareas: Administrador de tareas y recordatorios con función de ubicación.
- Instalador: Instalador creado en colaboración con System76 .

Bryan Lunduke de Network World escribió que el entorno de escritorio Pantheon, la pieza central del sistema operativo elemental, estuvo entre los mejores de 2016. Pantheon también se está lanzando como un entorno de escritorio de trabajo en progreso opcional en GeckoLinux . Además de su instalador x86 , Elementary ofrece varias compilaciones experimentales que se ejecutan en dispositivos ARM como Pinebook Pro y Raspberry Pi 4.

## Desarrollo
El proyecto Elementary comenzó como un conjunto curado de temas y aplicaciones para Ubuntu, que posteriormente se convirtió en una distribución independiente. Al estar basada en Ubuntu, es compatible con sus repositorios y paquetes. Utiliza su propio centro de software (Centro de Aplicaciones) para mantener la instalación, actualización y eliminación de software.
Sus versiones se desarrollan sobre las versiones de soporte de largo plazo (LTS) de Ubuntu, de forma que cuenta con mantenimiento para corregir errores y mejorar la seguridad durante 5 años, incluso mientras el desarrollo de la siguiente versión continúa.
La fundadora de Elementary OS, Danielle Foré, ha dicho que el proyecto no está diseñado para competir con los proyectos de código abierto existentes, sino para expandir su alcance. También busca crear trabajos de código abierto a través de «recompensas» de desarrolladores en tareas específicas. A partir del lanzamiento de Loki en 2016 se habían recaudado 17500 dólares en recompensas. [26]

### 0.1 Jupiter
| | La primera versión estable de elementary OS tuvo como nombre Jupiter. Fue publicada el 31 de marzo de 2011. |
| Basada en Ubuntu 10.10 y ofreció una versión reducida y personalizada del entorno de escritorio GNOME. | |

### 0.2 Luna
| - Captura de pantalla del escritorio de elementary OS 0.2 Luna, que muestra uno de los fondos de pantalla por defecto, el panel superior y la barra de aplicaciones inferior y una pantalla de Acerca mostrando información del sistema. | La siguiente versión de elementary OS se conoció como Luna y fue lanzada el 10 de agosto de 2013.                                                                        |
| - Captura de pantalla del escritorio de elementary OS 0.2 Luna, que muestra uno de los fondos de pantalla por defecto, el panel superior y la barra de aplicaciones inferior y una pantalla de Acerca mostrando información del sistema. | Aunque se basaba en Ubuntu 12.04 LTS, es la primera versión que incluye el entorno de escritorio propio, junto con elementos como el lanzador de aplicaciones Slingshot. |

### 0.3 Freya
| | La tercera versión estable, Isis, fue propuesta en agosto de 2013 por Danielle Foré, la líder del proyecto. El nombre se cambió posteriormente a Freya para evitar que se le asociara con el del grupo terrorista ISIS. |
| Freya se basa en Ubuntu 14.04 LTS. La versión final se publicó el 11 de abril de 2015. Freya fue descargado 1.2 millones de veces. En línea con la misión de elementary de expandir la influencia del software de código abierto, el 73% de descargas de Freya fueron desde sistemas operativos de código cerrado. En 2015, el equipo de elementary cambió la página de descarga para añadir una cantidad a pagar por defecto antes de poder acceder a la imagen de disco de la última versión. A pesar de que los usuarios podían especificar cualquier cantidad, o ninguna, se desató cierta controversia al verse esta práctica como contraria a las filosofías de distribución libres y de código abierto. El equipo de elementary defendió la acción citando que "cerca del 99.875% de esos usuarios descarga sin pagar", y que es una acción necesaria para asegurar el continuo desarrollo del sistema. | |

### 0.4 Loki
| | Elementary OS 0.4, conocido con su nombre clave Loki, fue lanzado el 9 de septiembre de 2016. |
| Loki fue desarrollada sobre la versión 16.04 de Ubuntu. En esta versión se renovó el sistema de notificaciones y se añadió nuevo software por defecto, como el navegador Epiphany, o su propio cliente de correo bifurcado de Geary. Los indicadores del panel fueron actualizados y se agregó la integración de cuentas en línea para Last.fm y FastMail, con otros servicios en desarrollo. elementary OS también creó su propia tienda de aplicaciones que simplifica el proceso de instalación y actualización. La fundadora del proyecto, Danielle Foré, bautizó como AppCenter a la característica más importante de Loki, y señaló su mejora de velocidad sobre otros métodos de instalación. Los desarrolladores de Loki recibieron 9000$ en bounties durante su desarrollo, casi la mitad de la recaudación total de fondos del proyecto. El equipo de elementary recibió una gran donación anónima a principios de agosto de 2018, lo que les permitió contratar a tiempo completo al desarrollador Cassidy James, y asegurar la viabilidad a largo plazo del proyecto. |                                                                                               |

### 5.0 Juno
| - Captura de pantalla de la versión 5.0 Juno de elementaryOS. | Elementary OS 5.0, conocido por su nombre clave "Juno", fue lanzado el 16 de octubre de 2018. |
| - Captura de pantalla de la versión 5.0 Juno de elementaryOS. | Es la versión anterior de la distribución en la que se mejora la estabilidad junto a actualizaciones de aplicaciones e incorporación de la aplicación Código para editar archivos de código o texto sin formato, junto a mejoras visuales. En una de las actualizaciones del verano de 2019, se incorpora la nueva pantalla de inicio de sesión completamente rediseñada. En AppCenter se amplían las categorías incluyendo un mayor número de aplicaciones y programas, los cuales están disponibles bajo el modelo Paga cuanto quieras. |

### 6.0 Odin
| | Lanzada el 10 de agosto de 2021, la sexta versión del sistema operativo incluye: |
| - Una hoja de estilos nueva, con una nueva tipografía, compatibilidad para el modo oscuro, acentos de color, y una mejora en el contraste y la legibilidad. - El uso del sistema de distribución Flatpak, para aplicaciones propias y de terceros. - El soporte para gestos multitáctiles, tanto para pantallas táctiles como para trackpad. - Otras mejoras menores en las aplicaciones, las notificaciones, los ajustes del sistema y para incrementar la accesibilidad. - Un nuevo instalador desarrollado junto a System76, y mejoras en el soporte de hardware y en el ciclo de arranque. |                                                                                  |

### 6.1 Jólnir
| - Captura de pantalla de Elementary OS 6.1 con algunas aplicaciones instaladas y las por defecto. | Lanzada el 20 de diciembre de 2021.                                                                 |
| - Captura de pantalla de Elementary OS 6.1 con algunas aplicaciones instaladas y las por defecto. | - Elementary OS 6.1 - Mostrando información del Sistema - Elementary OS 6.1 - Mostrando Screenfetch |

### 7.0 Horus
| - elementaryOS - 7 - Horus - elementaryOS - 7 - Horus - Sistema | Lanzado el 31 de enero de 2023, la séptima versión del sistema operativo incluye: |
| - elementaryOS - 7 - Horus - elementaryOS - 7 - Horus - Sistema | - AppCenter, la tienda de aplicaciones del sistema, que mejora en aspectos como la presentación de las aplicaciones, que ahora muestran capturas con mayor calidad y descripciones más detalladas, o en el rendimiento y la navegación, con una carga más rápida, diseño adaptable y soporte para retroceder con gestos de deslizamiento de dos dedos. - Actualizaciones automáticas. - Inclusión de perfiles de energía. - Varias apps del sistema rediseñadas. - Iconos del sistema rediseñados. |

### 7.1 Horus
| - elementary OS 7.1 - elementary OS 7.1 Sistema | Lanzado el 3 de octubre de 2023, la versión 7.1 del sistema operativo incluye: |
| - elementary OS 7.1 - elementary OS 7.1 Sistema | - Filtros de color: filtros de color para personas con ciertas discapacidades visuales entre los filtros seleccionables se encuentran Protanopia, Protanopia Alto Contraste, Deuteranopia, Deuteranopia Alto Contraste, Tritanopia y Escala de Grises. - Mejoras en el apartado de privacidad teniendo una mejor gestión por parte del usuario para aplicaciones que se ejecutan en segundo plano, arranque o hacen uso de servicios de ubicación. - Nuevos avisos que explican información o riesgos para aplicaciones instaladas a través de carga lateral. - Varios elementos del panel con menús rediseñados para una mejor usabilidad Notificaciones ahora agrupa notificaciones por aplicación. Conexiones ahora permite gestionar VPNs y redes de una forma más sencilla además de permitir poner el dispositivo en modo avión con clic central del mouse. Los menús de música o reproducción del panel ahora cuentan con botones redondos. - La aplicación enviar comentarios ahora es GTK 4 y permite realizar búsqueda de elementos por entrada de texto. - La aplicación de bienvenida cuenta con iconos con adaptabilidad al color seleccionado por el usuario, también cuenta con elementos de su interfaz rediseñados y una sección con un boton para agregar carga lateral a Appcenter (ej:Flathub) |

### 8.0 Circe
| - elementary OS 8.0 - elementary OS 8 "Sistema" | Lanzado el 26 de noviembre de 2024, la versión 8.0 del sistema operativo incluye: |
| - elementary OS 8.0 - elementary OS 8 "Sistema" | - La aplicación de configuración del sistema ha sido totalmente rediseñada, trae nuevas funciones y es totalmente reescrita en GTK 4. - El Dock del sistema ha sido totalmente rediseñado y reescrito, ahora es una aplicación GTK 4 (Anteriormente se basaba en Plank) - Se agregaron más métodos de seguridad para la sesión segura. - Se agregó dos tipos de sesión, sesión segura (Wayland) y sesión clásica (X11). - Se agregó un nuevo menú de configuraciones rápidas con varias opciones y se eliminó el antiguo botón de apagado en su lugar. - Ahora Appcenter viene con el catálogo completo de Flathub listo para usar desde el primer inicio, ampliando considerablemente la cantidad de aplicaciones de Appcenter. - Se rediseñaron los diseños de los punteros. - Ahora la vista de multitarea muestra una versión borrosa del fondo aplicado actualmente, también se adapta al modo claro u oscuro. - La pantalla de bloqueo e inicio de sesión se rediseñó ahora muestra el fondo de pantalla aplicado de cada usuario pero en una versión borrosa/difuminada, el reloj ahora es más grande, se agregó un icono de engranaje al lado derecho del recuadro de ingresar contraseña que permite alternar entre sesión segura o clásica. |

### Versiones
| Versión | Nombre en Clave | Fecha de lanzamiento    | Base                                |
| ------- | --------------- | ----------------------- | ----------------------------------- |
| 0.1     | Jupiter         | 31 de marzo de 2011     | Ubuntu 10.10 (Lucid Lynx)           |
| 0.2     | Luna            | 10 de agosto de 2013    | Ubuntu 12.04 LTS (Precise Pangolin) |
| 0.3     | Freya           | 11 de abril de 2015     | Ubuntu 14.04 LTS (Trusty Tahr)      |
| 0.3.1   | Freya           | 3 de septiembre de 2015 | Ubuntu 14.04 LTS (Trusty Tahr)      |
| 0.3.2   | Freya           | 9 de diciembre de 2015  | Ubuntu 14.04 LTS (Trusty Tahr)      |
| 0.4     | Loki            | 9 de septiembre de 2016 | Ubuntu 16.04 LTS (Xenial Xerus)     |
| 5.0     | Juno            | 16 de octubre de 2018   | Ubuntu 18.04 LTS (Bionic Beaver)    |
| 5.1     | Hera            | 3 de diciembre de 2019  | Ubuntu 18.04 LTS (Bionic Beaver)    |
| 6.0     | Odin            | 10 de agosto de 2021    | Ubuntu 20.04 LTS (Focal Fossa)      |
| 6.1     | Jólnir          | 20 de diciembre de 2021 | Ubuntu 20.04 LTS (Focal Fossa)      |
| 7.0     | Horus           | 31 de enero de 2023     | Ubuntu 22.04 LTS (Jammy Jellyfish)  |
| 7.1     | Horus           | 3 de octubre de 2023    | Ubuntu 22.04 LTS (Jammy Jellyfish)  |
| 8.0     | Circe           | 26 de noviembre de 2024 | Ubuntu 24.04 LTS (Noble Numbat)     |